# Konsthantverkshuset (Göteborg)
Konsthantverkshuset i Göteborg är ett konsthantverkskooperativ som driver affär och galleriverksamhet. Utöver galleri och försäljning ärr kooperativet fokuserat på ideutställningar och kurser.
Konsthantverkshuset bildades 1974, delvis ur Göteborgs Konsthantverkare och är det äldsta av sitt slag i Sverige. Kooperativets lokaler har varierat genom åren men sedan 1997 finns man på Vallgatan 14.